# Vol Britannia Airways 105
Le vol Britannia Airways 105 (BY105) était un vol charter international, assuré par un Bristol Britannia de la compagnie aérienne britannique Britannia Airways, reliant l'aéroport de Londres-Luton, au Royaume-Uni, à l'aéroport de Brnik, en Yougoslavie (aujourd'hui en Slovénie), qui s'est écrasé le 1er septembre 1966, dans une forêt près du village de Nasovče (en), lors de l'approche finale dans des conditions météorologiques de vol à vue (VMC).
On dénombre 98 victimes parmi les 110 passagers, en majorité des britanniques partant en vacances en Yougoslavie, et 7 membres d'équipage présents à bord, ce qui en fait la pire catastrophe aérienne jamais survenue en Slovénie.

## Avion
L'appareil assurant le vol, un Bristol 175 Britannia 102, était un avion d'une série de long-courriers de fabrication britannique, produits pour le compte de la British Overseas Airways Corporation (BOAC). Il était équipé de quatre turbopropulseurs et pouvait transporter jusqu'à 139 passagers et membres d'équipage.
L'appareil impliqué dans l'accident a été produit en 1954, était immatriculé G-ANBB (numéro de série 12 903) et totalisait 18 444 heures de vol avec 5 380 cycles (décollage/atterrissage). Il n’était pas équipé d’un enregistreur de données de vol, puisque ce n’était pas obligatoire à l’époque dans les compagnies aérienne britanniques.

## Déroulement du vol
Après avoir survolé Klagenfurt, l’équipage du vol 105 a contacté le contrôle du trafic aérien (ATC) de Ljubljana, qui lui a fourni les informations météorologiques et autres informations nécessaires : « Le vent est calme, la visibilité est de 5 km, un léger brouillard se forme actuellement sur la piste, nébulosité 2/8 avec stratocumulus à 1 800 m, QNH 1011, QFE 968 millibars (mb), température 10 et le point de rosée est également de 10 degrés. La piste sera la 31. Après avoir effectué un circuit d'attente à gauche vers Dolsko (en), descendez jusqu'à 4 500 pieds via QNH, signalez-vous en arrivant. »
Les pilotes ont accusé réception de l'information. Lorsqu'ils ont demandé à l'ATC si le système d'atterrissage aux instruments (ILS) fonctionnait, celui-ci a répondu qu'il avait établi un contact radar avec le vol 105, alors qu'il était à 20 nautiques (NM) (37 km) au sud-est de l'aéroport, et a conseillé à l'équipage d'effectuer une approche ILS vers la piste 31 et de le recontacter après une descente à 4 500 pieds (1 371 m), en utilisant le QNH.
L'équipage a alors accusé réception, signalant que l'avion se trouvait à 4 500 pieds et qu'il établirait le contact avec le radiophare omnidirectionnel VHF (VOR) de Dolsko, en direction du marqueur extérieur et a demandé à nouveau si l'ILS était opérationnel. Le contrôle aérien a répondu par l'affirmative, ajoutant que l'ILS fonctionnait normalement.
Il a alors donné la position exacte de l'avion et, après avoir été reconnue par l'équipage, il a demandé s'ils avaient un contact visuel avec la piste. L'équipage a alors confirmé avoir eu un contact visuel, il a ensuite signalé avoir dépassé le VOR de Dolsko, continuant la descente vers la piste 31.
Le contrôle aérien a accusé réception de cette information, a demandé à l'équipage de vérifier la pente d'approche finale pour la piste 31 et a donné à l'avion sa nouvelle position car, à 7 NM (12 km) du toucher des roues sur la piste 31, il devrait passer 3 300 pieds (1 005 m), et répété « vérification finale pour la piste 31 ».
L'équipage a accusé réception de ce message et, 1 h 30 plus tard, a signalé avoir dépassé la balise extérieure (Outer marker). Le contrôle aérien a alors émis l'autorisation d'atterrir et a indiqué que les feux d'approche et de piste étaient réglés à l'intensité maximale. Il quitte alors la console radar et se dirige vers la console de commande des feux, tout en regardant vers l'approche et la piste. Il ne pouvait pas voir l'avion, mais les feux d'approche et de piste étaient clairement visibles.
À ce moment, l'équipage du vol 105 demande une assistance radar. L'ATC est retourné à la console radar et a commencé à leur fournir des informations radar. Après avoir donné à deux reprises la positions de l'avion à l'équipage, à 3,5 NM (6,4 km) et 2 NM (3,7 km) du seuil de la piste 31, il observe sur le radar que l'avion s'écarte vers la droite de la trajectoire d'approche et demande à l'équipage de corriger le cap de 3° vers la gauche. Constatant que le vol 105 n'effectue aucun changement de cap, le contrôle aérien informe l'équipage que sa position était à 1,5 NM (2,7 km) de la piste, et demande au vol 105 s'il effectue un virage à droite vers la radiobalise de Mengeš.
L'équipage n'a cependant pas répondu et aucun autre contact n'a été établi avec eux, malgré les appels en continu de l'ATC. Le contact radar a été perdu à 0 h 47, heure locale. Les services de secours de l'aéroport ont découvert l'épave de l'avion en feu, vers 1 h, heure locale, dans un bois à 2,8 km au sud-est du seuil de la piste 31 et à 700 mètres à droite (nord-est) de l'axe d'approche de la piste.

Site de l'accident
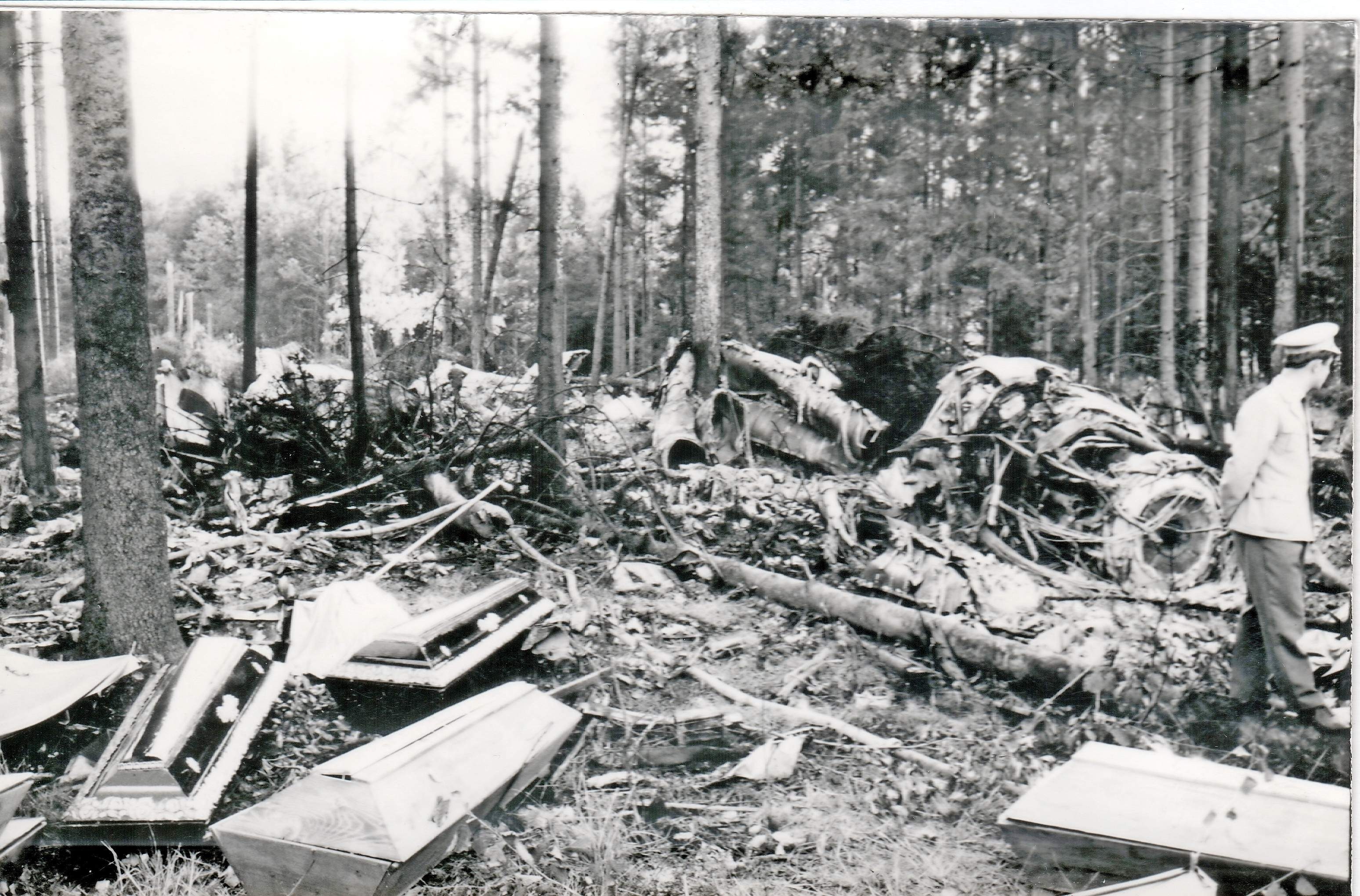
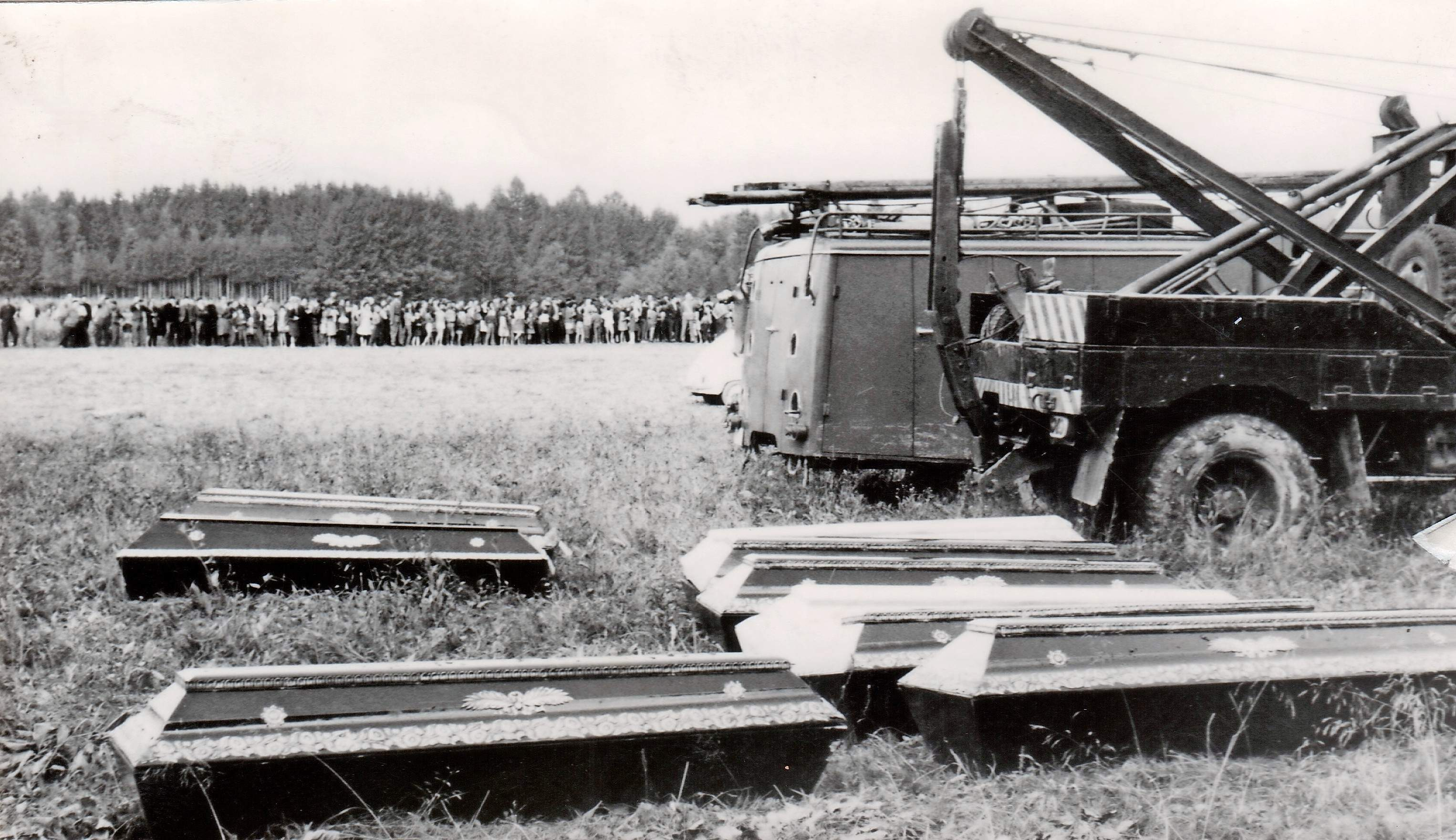
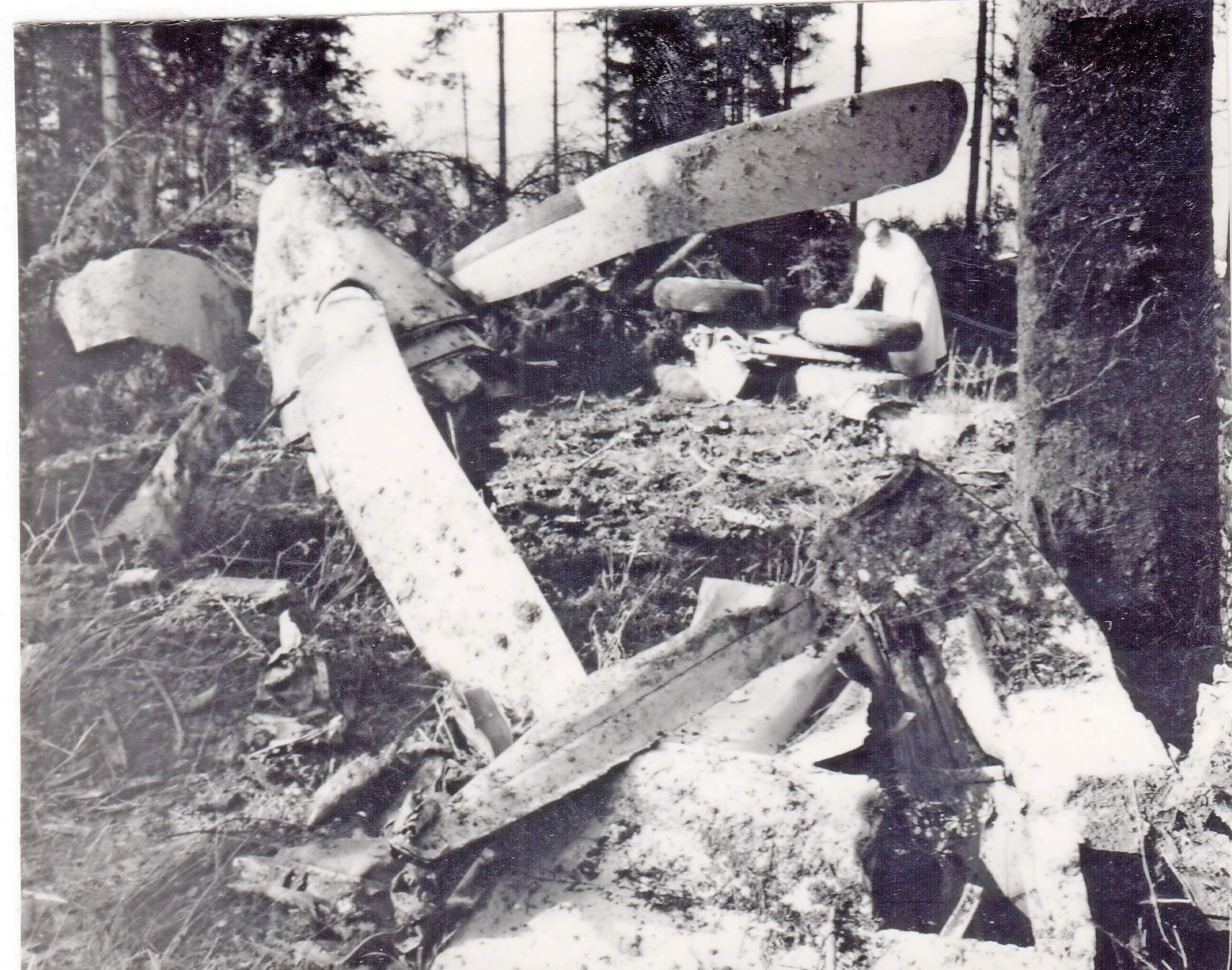

## Cause de l'accident
Le rapport officiel indique que la cause probable de l'accident du vol 105 est que le commandant de bord n'a pas réglé son altimètre sur le QFE 968 mb, conformément aux informations transmises par le contrôle aérien. De plus, l'altimètre du copilote a été retrouvé réglé à 1 005,5 mb, ce qui ne correspond à aucune des deux valeurs de pression indiquées par l'ATC. La différence entre les pressions QNH (1 011 mb) et QFE (968 mb) transmises à l'avion par l'ATC et le mauvais réglage des deux altimètres a conduit le vol 105 à effectuer l'approche environ 1 100 pieds (335 m) en dessous de l'altitude minimale requise requise pour cette approche.
Comme l’erreur de calage altimétrique est passée inaperçue des deux pilotes et parce qu’ils n’ont pas procédé à des vérifications croisées des deux altimètres, conformément à l’instruction n°15 du manuel d’exploitation, l’erreur n’a jamais été corrigée avant le crash. Même s'il s'agissait d'une nuit de pleine lune, en raison du terrain boisé que l'appareil survolait, l'équipage n'a pu distinguer aucun repère visuel qui aurait pu l'avertir qu'il volait trop bas.
Il est possible qu’une illusion d’optique ait également contribué à cet accident. L'avion s'approchait de la piste par le sud-est, cap 310. La piste est positionnée sur une pente douce qui monte vers le nord-ouest. Si l'équipage s'était appuyé sur des repères visuels, ce qui semble très probable, il aurait pu mal évaluer l'angle de son approche. Combinée aux mauvaises lectures d'altitude et à la forêt en contrebas, cela aurait donné l'impression aux pilotes d'être plus haut qu'ils ne l'étaient en réalité. Si les pilotes avaient remarquer leur erreur, il aurait été trop tard pour sauver l’avion.
Leur non-respect des procédures de la liste de contrôle et du manuel d'exploitation pour l'approche et l'atterrissage peut s'expliquer par le fait que l'approche finale s'est déroulée par une nuit de pleine lune, par temps calme, avec une visibilité d'environ 22 km, ce qui a atténué la concentration de l'équipage en ce qui concerne le respect des procédures standards et, à la place, les a focalisé sur l'exécution d'une approche à vue.